# 約翰·康拉德·派亞
約翰·康拉德·派亞（德語：Johann Conrad Peyer，1653年12月26日—1712年2月29日）是一名瑞士解剖學家。

## 生平
派亞於1653年12月26日出生於沙夫豪森。他在巴黎師從约瑟夫·吉夏尔·迪韦尔内學習醫學，在蒙彼利埃師從雷蒙·维厄桑斯，並於1681年在巴塞爾獲得醫學學位。後來他回到沙夫豪森行醫，與约翰·雅各布·韦普费尔以及其女婿约翰·康拉德·布伦纳一起進行研究。
1677年，派亞發表《Exercitatio anatomico-medica de glandulis intestinorum earumque usu et affectionibus》，其中描述以他命名的派亞氏淋巴叢。這些解剖學結構是在小腸內壁發現的聚集性淋巴叢。他還撰寫了一本有影響力的獸醫學著作，題為《Merycologia sive de Ruminantibus et Ruminatione Commentariae》。